# Traditio corporalis
Traditio corporalis (wydanie) – zasadniczy sposób przeniesienia posiadania rzeczy przewidziany w art. 348 zd. 1 kodeksu cywilnego. Wydanie rzeczy, o którym mowa w art. 348 zd. 1 KC, nie musi nastąpić przez jej wręczenie, "z ręki do ręki" (traditio corporalis). Możliwe jest także wydanie rzeczy za pomocą aktów symbolicznych, np. umieszczenia odpowiednich oznaczeń na gruncie, obejścia gruntu, wskazania jego granic lub przedstawienia nabywcy gruntu osobom trzecim. Ponadto według art. 348 zd. 2 KC z wydaniem samej rzeczy jednoznaczne jest wydanie dokumentów, które umożliwiają rozporządzenie rzeczą, jak również środków dających faktyczną władzę nad rzeczą (traditio longa manu). Zasadnicza rola wydania rzeczy jako sposobu przeniesienia posiadania wiąże się ściśle z funkcją posiadania pełnioną w zakresie ujawnienia stosunków prawa rzeczowego. Unormowane w art. 349-351 KC sposoby przeniesienia posiadania mają zastosowanie w sytuacjach, w których wydanie rzeczy byłoby w istocie zbędne i stanowiło jedynie niepotrzebną komplikację prowadzącą w gruncie rzeczy do stanu takiego, jaki istniał poprzednio. Wydanie nieruchomości nie polega na tradycji w ścisłym tego słowa znaczeniu, lecz na usunięciu się z niej z równoczesnym umożliwieniem objęcia nieruchomości przez nowego posiadacza.